# Sascha Weber (Radsportler)

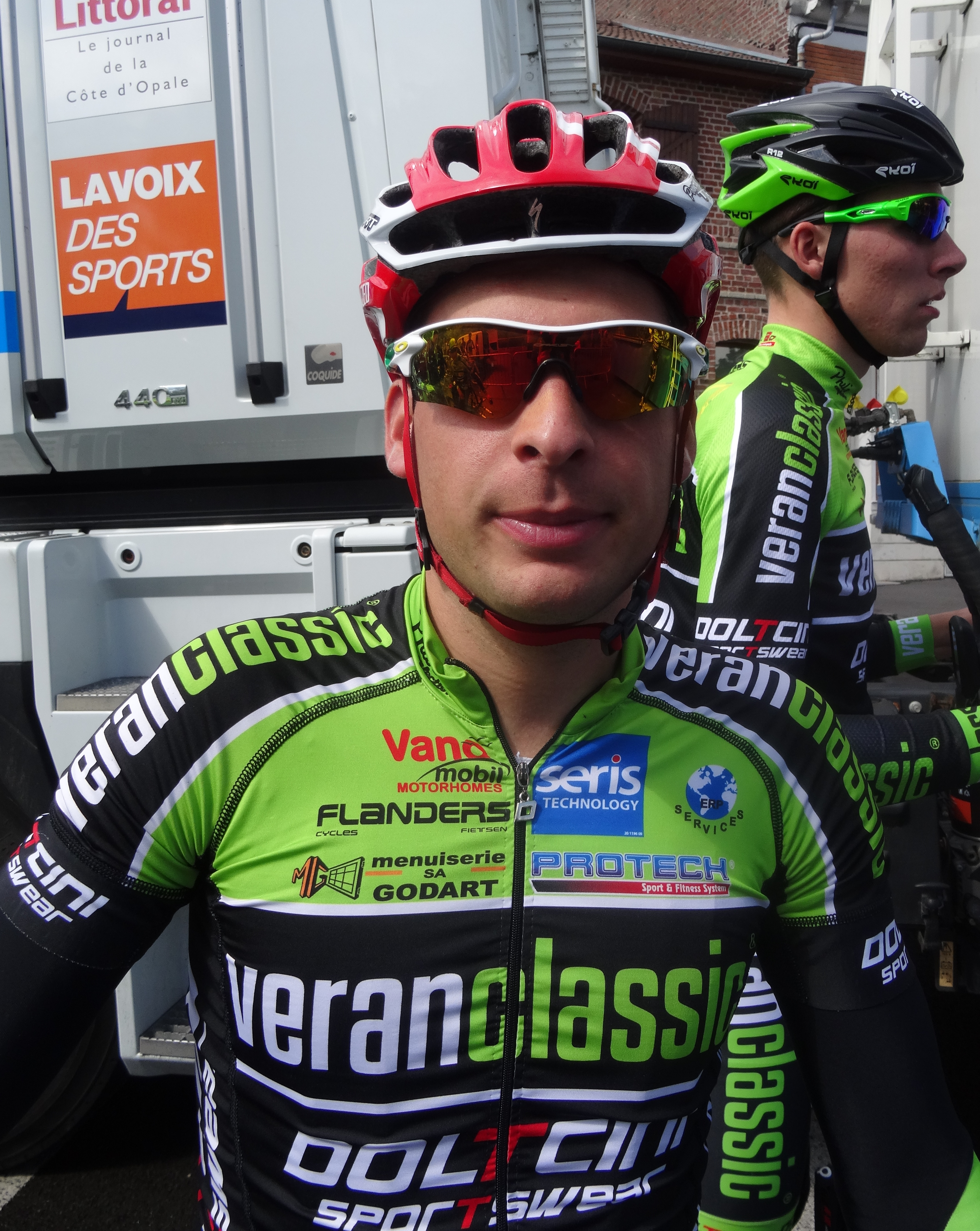
Sascha Weber (2014)

Sascha Weber (* 23. Februar 1988 in Saarbrücken) ist ein deutscher Radrennfahrer.

## Sportlicher Werdegang
Sascha Weber wurde 2006 in der Juniorenklasse deutscher Vizemeister im Cyclocross. Bei den Cyclocross-Weltmeisterschaften in Zeddam belegte er den fünften Platz. Zu Beginn der Saison wurde er deutscher Meister in der U23-Klasse. Bei der Weltmeisterschaft in Hoogerheide belegte er den fünften Rang im Rennen der U23-Klasse. Im Januar 2010 konnte Weber seinen Titel als Deutscher Meister (U23) erfolgreich in Magstadt verteidigen. 
Im Jahr 2014 wurde Weber Dritter der deutschen Querfeldein-Meisterschaften in Döhlau. Bei den Europameisterschaften 2015 im Mountainbike-Marathon gewann Weber die Silbermedaille. Bei der deutschen Crossmeisterschaft in München 2023 gewann Weber mit 34 Jahren erstmals den Titel.

## Erfolge

### Cyclocross
2008/2009
- Deutscher Meister (U23)

2009/2010
- Deutscher Meister (U23)

2013/2014
- Grand Prix Hotel Threeland, Pétange
- Deutsche Querfeldein-Meisterschaften, Döhlau

2014/2015
- City Cross Cup 2, Lorsch
- EKZ CrossTour, Eschenbach

2019/2020
- Gran Premio Guerciotti Milano

2022/2023
- Deutscher Meister

### Mountainbike
2015
- Europameisterschaft – Marathon XCM

2019
- Deutscher Meister – Marathon XCM

## Teams
- 2011 Differdange-Magic-SportFood.de
- 2012 Differdange-Magic-SportFood.de
- 2013 Differdange-Losch
- 2014 Veranclassic-Doltcini
- 2015 CCT p/b Champion System